# كنيسة مسروب المقدس (رشت)
كنيسة مسروب المقدس (بالفارسية: کلیسای مسروپ مقدس) هي كنيسة تاريخية تعود إلى عصر القاجاريين والدولة البهلوية، وتقع في رشت.